# 最小致死濃度
最小致死濃度(英語：minimum bactericidal concentration、略：MBC)とは、細菌の場合、平板培地に一定量の細菌を接種・培養して生じた生菌数から、0.1%以下に菌数を減らすのに必要な最小の薬剤濃度のことである。